# MARC
MARC is een acroniem voor het Engelse begrip MAchine-Readable Cataloging
en als zodanig gebruikt voor de naam van de belangrijke verzameling standaarden van de
Amerikaanse Library of Congress, die erop gericht is
bibliografische gegevens geschikt te maken voor computerverwerking.
Ontwikkeling van de MARC-standaard is begonnen in de zeventiger jaren van de twintigste eeuw.
In de tachtiger jaren zijn eerst USMARC en CAN/MARC als afzonderlijke versies uit elkaar
gegroeid, maar in 1997 weer geharmoniseerd onder de nieuwe naam "MARC 21".
Afgezien daarvan zijn er nog de nodige andere van MARC afgeleide lokale varianten (geweest),
waarvan sommigen inmiddels ook weer bij MARC 21 terug zijn gekomen (onder andere UKMARC).

## MARC en andere standaarden
Als onderdeel van MARC zijn onder andere ook coderingssystemen ontwikkeld voor de identificatie
van talen en landen. De taalcodes zijn in 1987 gestandaardiseerd als ANSI Z39.53 en hebben later
als basis gediend voor de drieletterige ISO 639-2 taalcodes.
Omdat ISO 639 niet specifiek op bibliografische systemen gericht is, meer internationaal georiënteerd werkt en al een eigen historie had, zijn er wel subtiele verschillen tussen de codes in beide standaarden. Zo gebruikt MARC voor Nederlands uitsluitend dut (van Dutch) en is in ISO 639 afhankelijk van de toepassing nl, dut of nld mogelijk, terwijl de weer op ISO 639 gebaseerde RFC 3066bis voor internettoepassingen momenteel  alléén nl toestaat.
De Library of Congress is aangewezen als autoriteit voor onderhoud van zowel ANSI Z39.53 als ISO 639-2.